# ぽかぽか森のラスカル
『ぽかぽか森のラスカル』（ぽかぽかもりのラスカル）は、2006年4月1日から1年間放送されていたUHFアニメ作品（幼児向けアニメ）。日本アニメーション制作。放送時間は一話につき5分。BIGLOBEストリームにて、全話が無料公開される。6月13日からYahoo!動画でも全話が無料公開されている。
世界名作劇場『あらいぐまラスカル』の放映開始30周年を記念して製作されたリメイク作品。登場人物は擬人化した動物たちであり、設定やストーリーは完全に本作オリジナルである。基本的に『あらいぐまラスカル』との世界観的繋がりは無い。
日本アニメーションは、2006年から未就学児（2歳から5歳）向けの短編アニメの製作事業を開始した。本作はその第1作目である。

## ストーリー
ぽかぽか森でのラスカルとその仲間の動物たちの日常を描く。一話完結方式。

## 登場人物
- ラスカル

声 - 仲西環
主人公のアライグマ。いつも元気いっぱいだけど、少し抜けている。やんちゃで、いつもママに怒られてばかり。
- リルル

声 - 野中藍
ヒロインのピンクのアライグマ。ラスカルと仲良しの女の子。かわいいものや花が大好き。少しおませで、おしゃれにも敏感な、森の人気者。
- リン&スー

声 - 金田朋子（リン）/近藤佳奈子（スー）
おっちょこちょいでうっかりすることがあるが、元気いっぱいのリスの姉妹。2匹でボケ・ツッコミしながら立ち去ってしまうこともある、せわしない姉妹。
- ロックン

声 - 竹本英史
いつも木の実でできた楽器でロックを奏でているスカンク。ナルシストで人の言うことはあまり聞かないタイプだが、笑ったり怒ったりするとついついおならが出てしまう。
- イギー

声 - 高口幸子
食いしん坊で、いつも木の実を食べているねずみ。面白いことを思いつく、みんなのムードメーカーだが、実は結構短気な面も。
- リノ

声 - 藤田圭宣
アートが好きなのんびり屋のラッコ。普段はのんびりとしているが、アートとなるときびきび動き出す芸術家タイプ。
- ふくろうじいさん

声 - 小形満
気難しく見た目で怖がられることもあるが、森一番の物知りのふくろう。話が長いのが難点気味。
- あなぐまおじさん

声 - 松山鷹志
森の穴掘りを請け負っているあなぐま。おっとりしているが頼りがいがあり、周囲の悩みを聞いてくれる。穴から出てきた物を集める癖もある。
- ラスカルパパ&ママ

声 - 竹本英史/田代留海
ラスカルの両親。

## スタッフ
- 監督・絵コンテ・演出・音響監督 - 西田健一
- 脚本 - 小山真弓
- キャラクター原案 - JINCO
- キャラクターデザイン - 北山修一
- 美術監督 - 筒井典子
- 色彩設計 - 佐藤真由美
- 音楽 - 高梨康治、水谷広実
- 音響効果 - 蔭山満
- アニメーション制作 - 日本アニメーション

## 主題歌
オープニングテーマ - 「だいすき!ラスカル」
作詞 - JINCO / 作曲 - 金田一郎 / 編曲 - 京田誠一 / 歌 - 石川ひとみ（コロムビアミュージックエンタテインメント）
エンディングテーマ - 「ぼうけん日和」
作詞 - JINCO / 作曲 - 景家淳 / 編曲 - 京田誠一 / 歌 - ASACO（コロムビアミュージックエンタテインメント）

## 各話リスト
| 話数 | サブタイトル               | 作画監督 |    | 話数                     | サブタイトル | 作画監督 |
| ---- | -------------------------- | -------- | -- | ------------------------ | ------------ | -------- |
| 1    | 朝ねぼうなお花             | 北山修一 | 27 | カゼってたいくつ         | 中島美子     |          |
| 2    | お絵かき大好き             | 北山修一 | 28 | 森の音楽教室             | 中島美子     |          |
| 3    | ロックンしようぜ!          | 北山修一 | 29 | 森で一番ふるい木         | 古山匠       |          |
| 4    | 虹を追いかけて             | 北山修一 | 30 | みんなでお手伝い         | 古山匠       |          |
| 5    | 森のジュース屋さん         | 北山修一 | 31 | 楽しい秋祭り             | 中島美子     |          |
| 6    | リルルのお誕生日           | 北山修一 | 32 | 秋をあつめよう           | 中島美子     |          |
| 7    | お星様の歌                 | 北山修一 | 33 | 毛糸玉を追いかけろ       | 中島美子     |          |
| 8    | ラスカルのお使い           | 北山修一 | 34 | 新しいおうち             | 中島美子     |          |
| 9    | おひさまの木               | 北山修一 | 35 | おかしなロックン         | 古山匠       |          |
| 10   | モヤモヤ森のお化け         | 北山修一 | 36 | イギーはいい子           | 古山匠       |          |
| 11   | ねんどでペッタン           | 北山修一 | 37 | クリスマスツリーを飾ろう | 中島美子     |          |
| 12   | わたり鳥のビューティーさん | 北山修一 | 38 | 楽しいクリスマス         | 中島美子     |          |
| 13   | びゅんびゅん峠の大冒険     | 北山修一 | 39 | お星が丘の日の出         | 古山匠       |          |
| 14   | あなぐまおじさんの秘密     | 北山修一 | 40 | ママはおでかけ           | 古山匠       |          |
| 15   | 大好き！どんぐりカー       | 北山修一 | 41 | どうして?リルルちゃん    | 中島美子     |          |
| 16   | 川遊びで大騒ぎ             | 北山修一 | 42 | 森の初雪                 | 中島美子     |          |
| 17   | リルルちゃんのおとしもの   | 中島美子 | 43 | スケートは苦手           | 古山匠       |          |
| 18   | はじめてのお泊まり         | 古山匠   | 44 | さようなら雪だるまさん   | 古山匠       |          |
| 19   | 魔法のペンダント           | 中島美子 | 45 | 甘いのだいすき           | 中島美子     |          |
| 20   | 楽しいキャンプ             | 古山匠   | 46 | どろんこラスカル         | 中島美子     |          |
| 21   | 新しいお友だち             | 中島美子 | 47 | ラスカルのお手紙         | 古山匠       |          |
| 22   | クルミはいくつ             | 中島美子 | 48 | やまびこ谷の春           | 古山匠       |          |
| 23   | お日さまに向かって         | 古山匠   | 49 | 虹のすみか               | 中島美子     |          |
| 24   | 先生の宝物                 | 中島美子 | 50 | お花のシャワー           | 中島美子     |          |
| 25   | 時計のおもいで             | 中島美子 | 51 | 絵の具をつくろう         | 古山匠       |          |
| 26   | ケンカはめいわく           | 古山匠   | 52 | 森の発表会               | 古山匠       |          |

## 放送局
テレ玉・チバテレビ・tvk（再放送は『キッズ劇場!!』枠内で放送）・KBS京都・秋田放送・キッズステーション・テレビ愛知・TVQ九州放送